# Agathidiini
Ne doit pas être confondu avec Agathidini.
Tribu
Synonymes
- famille Agathidiidae Westwood, 1838[1]
- famille Anisotomidae Stephens, 1828[1]
- tribu Anisotomini Westwood, 1838[1]

Les Agathidiini sont une tribu de coléoptères de la famille Leiodidae.

## Systématique
La tribu des Agathidiini est attribuée, en 1838, à l'entomologiste britannique John Obadiah Westwood (1805-1893).

## Liste des genres
Selon BioLib (17 août 2022) :
- genre Afroagathidium Angelini & Peck, 1984
- genre Agathidium Panzer, 1797
- genre Amphicyllis Erichson, 1845
- genre Anisotoma Panzer, 1797
- genre Besuchetionella Angelini & Peck, 2000
- genre Cyrtoplastus Reitter, 1884
- genre Decuria Miller & Wheeler, 2004
- genre Gelae Miller & Wheeler, 2004
- genre Liodopria Reitter, 1909
- genre Pseudoagathidium Angelini, 1993
- genre Sphaeroliodes Portevin, 1905
- genre Stetholiodes Fall, 1910